# ووت او۴یو کرسر
ووت او۴یو کرسر (به انگلیسی: Vought O4U Corsair) یک هواپیمای ساختِ کارخانهٔ ووت در کشور ایالات متحده آمریکا است. این هواپیما برای نخستین بار در ۱۹۳۱ میلادی مورد استفاده قرار گرفت.